# Тейт, Наум
Наум Тейт (англ. Nahum Tate; 1652, Дублин — 30 июля 1715, Лондон) — английский поэт, переводчик, либреттист и драматург.
С 1692 года носил пожизненное звание «Поэта-лауреата» — звание придворного поэта, утвержденного английским монархом и традиционно обязанного откликаться памятными стихами на события в жизни королевской семьи и государства.

## Биография
Ирландец по происхождению. Родился в семье пуританского священника. После того, как его отец сообщил властям о готовящемся Ирландском восстании в 1641 году, их дом был сожжён заговорщиками.
Н. Тейт получил образование в Тринити-колледже (Дублин) (1672). В 1676 году он переехал в Лондон.

## Творчество
Широко известен многочисленными гимнами (один из них ныне служит словами английской рождественской песни «Пока пастухи ночью пасли свои стада» (As Shepherds Watched Their Flocks at Night).
Известен также своими переделками трагедий Шекспира, что было распространено в его время. Тейт в своей переделке «Короля Лира» (1681) спас Корделию от смерти, и она вышла замуж за Эдгара. Переделка Тейта шла вместо трагедии Шекспира вплоть до 1823 года. Интересно, что попытки восстановить оригинальный сюжет Шекспира, предпринятые Эдмундом Кином, не имели успеха ни у зрителей, ни у критиков.
Является автором либретто к опере Генри Пёрселла «Дидона и Эней» (1689) по поэме (четвёртой книге) Вергилия «Энеида», рассказывающей историю Энея, легендарного троянского героя. «Дидона и Эней» — первая английская национальная опера — давно признана шедевром.
Сотрудничал с Джоном Драйденом при создании второй части его последнего произведения «Авессалом и Ахитофель».
Перевёл в форме традиционной английской поэзии (пятистопным ямбом) с латыни поэму Джироламо Фракасторо «Сифилис, или О галльской болезни» («Syphilis sive Morbus Gallicus»).
Н. Тэйт умер 12 августа 1715 года в Сауфварке, где скрывался от кредиторов. Похоронен в соборе Святого Павла в Лондоне.